# Медведев, Анатолий Степанович
Анатолий Степанович Медведев (11 апреля 1941 — 3 декабря 2019) — советский и российский организатор здравоохранения, начальник облздрава Ивановской области (1984—2001), народный депутат России (1990—1993), заслуженный врач Российской Федерации.

## Биография
Родился 11 апреля 1941 г. в д. Березово Вичугского района Ивановской области.
Окончил Ивановский государственный медицинский институт по специальности «лечебное дело» (1965) и его ординатуру (1967).
В 1967—1970 гг. начальник отделения фтизиатрии Ивановской областной больницы. С 1970 по 1980 год — главный врач Ивановской областной туберкулезной больницы. В 1980—1984 гг. — первый заместитель заведующего областным отделом здравоохранения. С 1984 по 2001 год — заведующий облздравотделом, начальник управления здравоохранения Ивановской области.
С 1990 по 1993 год — народный депутат России, член Верховного Совета РСФСР. Входил в состав фракции «Аграрный союз».
Заслуженный врач РФ. Награждён орденом Дружбы народов, знаком «Отличник здравоохранения».
Семья: жена, двое детей.
Умер 3 декабря 2019 года. Похоронен на Новоталицком кладбище.